# 野口真未
野口真未（のぐち まみ、1996年8月27日 - ）は、日本の弁護士。ミス・ユニバース・ジャパン熊本代表としても知られる。

## 経歴
1996年8月27日、熊本県熊本市に 生まれる。名前の由来は「真っすぐ未来へ羽ばたくように」。
小学校4年のとき陸上を始める。
小学校6年の2008年8月30日、国立霞ヶ丘競技場陸上競技場で行われた「日清食品カップ第24回全国小学生陸上競技交流大会」の「女子走幅跳決勝」で第6位。記録：4m57。この年、平成20年度熊本市陸上競技記録会の「小６女子走幅跳」で年間1位獲得。記録：4m83。
2009年4月1日、熊本市立北部中学校入学。
2009年10月24日、横浜国際総合競技場（日産スタジアム）で行われた第40回ジュニアオリンピック陸上競技大会の「走幅跳」で8位入賞。記録：4m95。
2010年6月19日、水前寺競技場で行われた第222回熊本市陸上競技記録会の「中２女子 100ｍ」で優勝。記録：13秒4。
2011年6月19日、熊本県民総合運動公園で行われた第26回熊本県中学校陸上競技選手権大会の「共通走幅跳」で準優勝。記録： 5m27。
2011年10月8日、熊本県中体連陸上競技大会の「女子代表走幅跳決勝」で優勝。記録：5m52。これは2017年9月30日現在、大会記録である。
2012年3月31日、中学校卒業。
2012年4月1日、熊本県立済々黌高等学校入学。
2012年6月1日、熊本県民総合運動公園陸上競技場で行われた「熊本県高等学校総合体育大会陸上競技大会」の「女子走幅跳決勝」で第5位。記録5m18。
2012年10月5日、岐阜メモリアルセンター長良川競技場で行われた「ぎふ清流国体」の「少年女子Ｂ 走幅跳決勝」で第19位。記録：5m27。
2013年9月13日、熊本県民総合運動公園陸上競技場で行われた「第31回全九州高等学校陸上競技新人対校選手権大会熊本県予選大会」の「女子4×100mリレー」で第7位。記録：51.89。
14日、「女子走幅跳」で優勝。記録：5m37。
2014年6月12日、沖縄市陸上競技場で行われた「平成26年度　全九州高等学校総合体育大会」の「女子走幅跳 決勝」で第9位。記録：5m25。
2015年4月1日、熊本大学法学部入学。
2015年7月4日、小郡市運動公園で行われた第5回小郡サマー陸上競技大会の「一般三段跳」で優勝。記録：10m20。
2016年4月14日、熊本地震発生。熊本市北区の自宅は被災、家族全員で彼女の母校でもある北部中学校の体育館に避難。その後長崎県佐世保市の親戚宅に避難。佐世保市では復興支援の募金活動を行う。熊本に戻ってからも全国から訪れたボランティアたちの受付け業務や避難所へのおにぎり配布などに従事。
スポーツニッポン新聞社の取材に対してこう語る：
強い発信力を得たい、と、スパイクをハイヒールに履き替えてミス・ユニバース・ジャパン熊本大会にエントリー。
2016年11月25日、熊本県立劇場で行われた 2017ミス・ユニバース・ジャパン熊本大会決勝で優勝。熊本代表となる。ネット投票に基づく「くまもとウェブシティ総選挙賞」も獲得、スポンサーのネクストパワーやまと(株)（ソーラーを中心とした電力小売り事業。本社：鹿児島市）は賞品として実家の電気代を無料にすると発表。
2017年、『スポーツニッポン』西部版（九州。山口・島根の一部）に月一回の連載コラム「熊本からのラブレター」を執筆。12月、全12回の掲載を無事終える。
2017年4月1日、日本陸上競技連盟の公認審判員登録。
2017年4月22日、熊本県民総合運動公園陸上競技場で行われた「平成29年度熊本陸上競技選手権大会」で審判員としての初仕事（「スタート 招集係」）。翌日、同大会に選手として出場。「女子三段跳決勝」で6位。記録：10m05。
2017年7月24日、東京都文京区のホテル椿山荘東京で行われたミス・ユニバース・ジャパン決勝に出場。入賞ならず。
2017年11月3日、「第12回熊本大学ホームカミングデー」のファッションショーに出演。
2018年1月28日、RKKの『昼でもよるめぐ』に出演。
2018年1月28日、「熊本城市民シンポジウム」パネリスト。
2018年3月25日、BSフジの特番『九州魅力発見旅～阿部桃子が訪ねる熊本・宮崎高千穂～』に出演。阿部桃子（ミス・ユニバース・ジャパン）に熊本の魅力を紹介した
。
2018年8月17日、『めざましテレビ』放送開始25周年の特別企画として、1964年の聖火リレーのコースを走る。
2018年11月4日、「五中・五高・熊大130年を祝う会」司会者。
2019年3月31日、熊本大学卒業。2019年、京都大学法科大学院入学。
2020年、2020年東京オリンピックの聖火ランナーに内定する。2月12日には聖火ランナーのお披露目イベントにも出演するが、3月24日、国際オリンピック委員会と東京2020組織委員会は、2020年東京オリンピックの延期を発表。
2021年3月31日、法科大学院修了。2021年5月6日、延期されていた聖火リレーが実施され、阿蘇市を走る。
2021年9月7日、令和3年司法試験に合格。11月、司法研修所入所。2022年12月、第一東京弁護士会登録。2023年1月よりTMI総合法律事務所（東京都港区六本木）勤務。

## 人物・その他
好きな食べ物はチーズフォンデュ。血液型：Ｏ型。特技は陸上競技（三段跳）・書道（毛筆）。趣味は旅行。
ソフトバンクの大竹耕太郎は高校の1年先輩である。